# Aquarium national de Baltimore
L'Aquarium National de Baltimore est un aquarium américain situé dans le Maryland, au sein du quartier de l'Inner Harbor de Baltimore.
Il fut ouvert en 1981 et construit dans le cadre du renouvellement urbain de la ville à cette époque. L'aquarium a une affluence annuelle de 1,6 million de visiteurs et présente 10 500 spécimens de 560 espèces différentes. Il est régulièrement cité comme l'un des meilleurs des États-Unis, notamment par le magazine Coastal Living qui l'a classé no 1 en 2006. En 2005, le National Aquarium fut l'attraction touristique la plus visitée du Maryland.
Il est exploité par la même direction que l'Aquarium national de Washington (en), depuis 2003.

## Installations
L'aquarium est composé de trois bâtiments reliés entre eux par une passerelle qui débouche sur une galerie principale.
La galerie elle-même permet d'accéder au plus grand et au plus ancien des bâtiments, composé d'une série d'étages reliés entre eux par des escalators. Le 1er étage expose les poissons du Maryland (en débutant par un cours d'eau dans les montagnes finissant dans l'océan). Au sommet de cette spirale, le dernier étage est constitué d'une verrière composée d'une forêt tropicale où des animaux tropicaux sont visibles. Il y existe aussi une plate-forme surélevée permettant d'observer les oiseaux et les singes et une grotte avec plusieurs vivariums de reptiles, d'amphibiens et d'arthropodes. Cette visite se finit par une descente en forme de spirale au centre d'un aquarium cylindrique sur le thème de l'océan Atlantique en haut, puis l'aquarium composé des requins en bas qu'il est possible d'observer en partie par le dessous.
Le second pavillon, construit en 1990, est composé d'un delphinarium et d'une exposition sur les grenouilles.
Le troisième bâtiment, ouvert en 2005, d'une superficie de 6 000 m2 et dont le toit est aussi une grande verrière, dispose d'une thématique nommée "Animal Planet Australia: Wild Extremes" basée sur la reconstitution de l'habitat naturel australien. Il est composé entre autres d'une chute d'eau, d'œuvres aborigènes et d'un cinéma en 4D.

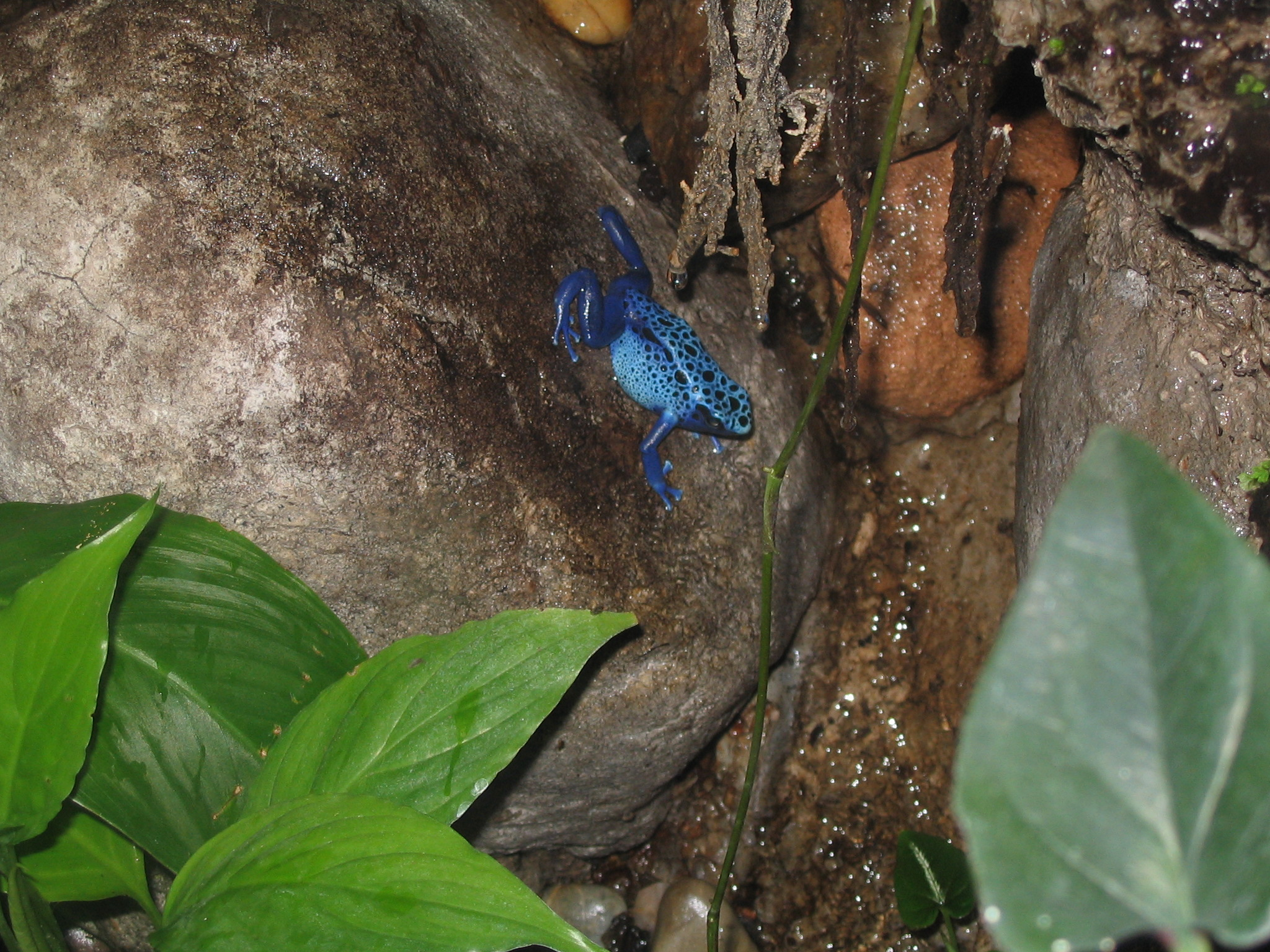
Dendrobates azureus.
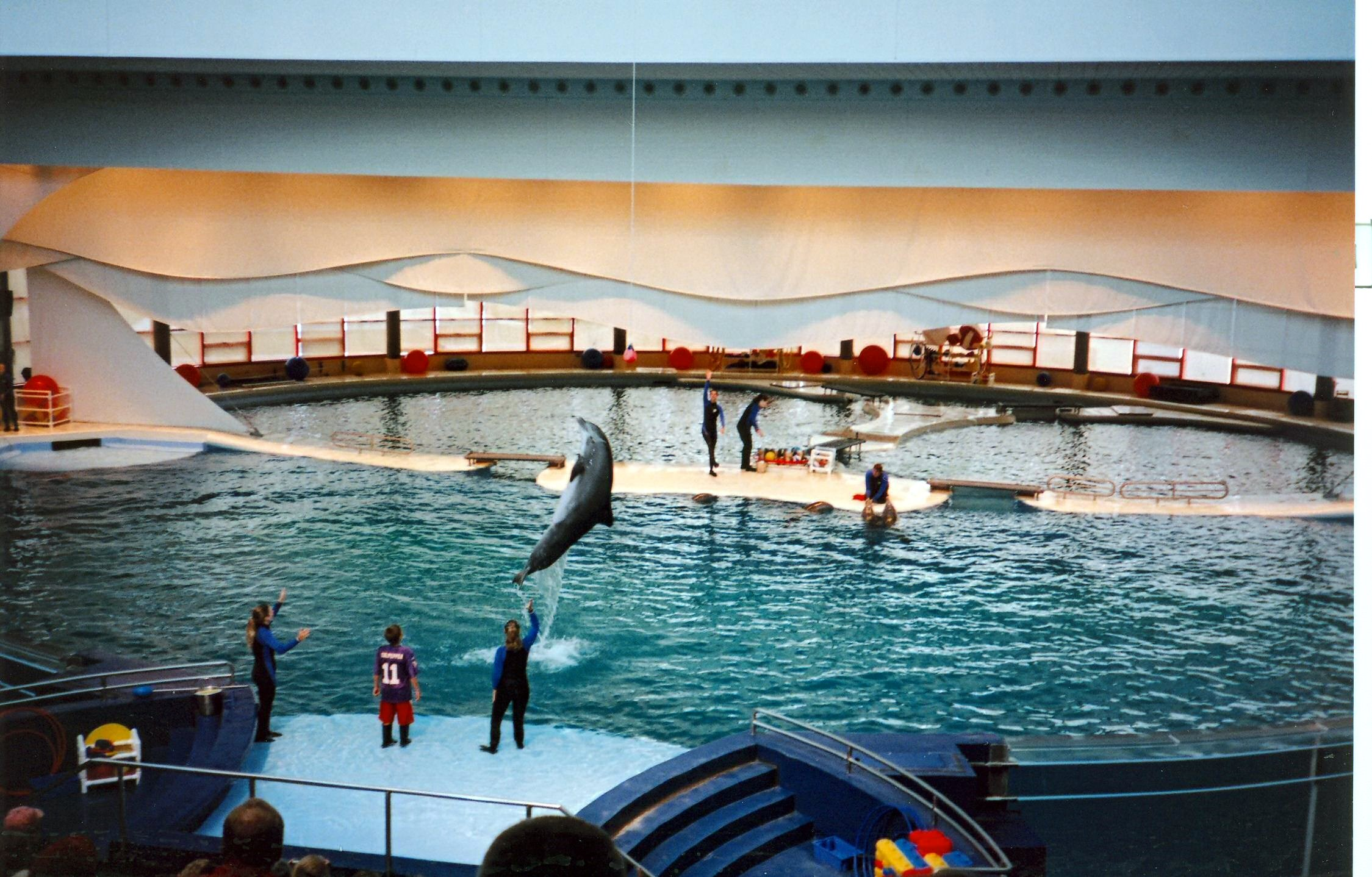
Delphinarium.

### Delphinarium
Cette installation présente les sept grands dauphins de l'aquarium. Les visiteurs peuvent assister à l'entraînement, au nourrissage et aux temps de jeu avec les dauphins, ainsi qu'interagir avec les soigneurs.
Le groupe de dauphins se compose de deux mâles (Foster et Beau) et de quatre femelles (Spirit, Chesapeake, Bayley et Jade), le plus jeune étant Bayley, né en 2008. Chesapeake a été le premier dauphin né à l'aquarium, en 1992.
Ce seront les derniers dauphins présenté à l'aquarium. En juin 2016, l'institution a annoncé son intention de construire un sanctuaire marin côtier destiné à héberger son groupe.
Ce sanctuaire, prévu pour 2020, serait le premier de son genre en Amérique du Nord et fournira aux dauphins un habitat marin protégé, créant une nouvelle alternative pour la présentation de dauphins plus respectueuse du bien-être animal.